# Stanisław Burdajewicz
Stanisław Burdajewicz (ur. 11 października 1926 w Lwówku, zm. 28 stycznia 2001 w Poznaniu) – entomolog, profesor Uniwersytetu Przyrodniczego w Poznaniu.

## Życie i praca
W 1952 ukończył Technikum Ogrodnicze w Trzciance, w 1956 uzyskał dyplom inżyniera na Wyższej Szkole Rolniczej w Poznaniu (obecny Uniwersytet Przyrodniczy), a w 1957 został magistrem inżynierem ogrodnictwa. Już w trakcie studiów rozpoczął karierę asystencką na swojej uczelni. Obrona pracy doktorskiej nastąpiła w 1965 - Studia nad morfologią, biologią i występowaniem pryszczaka namaliniaka (Thomasiana theobaldi Barnes) w Polsce. W 1968 odbył roczny staż naukowy w USA. Habilitował się w 1975 - praca Pryszczarkowate (Itonidiadae) jako szkodniki upraw sadowniczych w Polsce. Od 1976 docent. W latach 1987–1993 kierownik Katedry Entomologii AR w Poznaniu. Profesor nadzwyczajny od 1990. Na emeryturę przeszedł w 1996 (w grudniu 1981 przebył zawał serca).

## Przedmiot badań

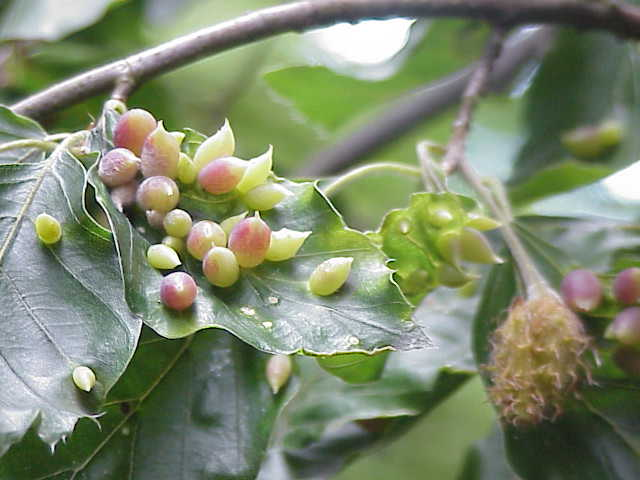
Pryszczarkowate - jeden z przedmiotów badań

W całej swojej karierze naukowej zajmował się przede wszystkim fitofagicznymi stawonogami. Rozpoczął badania (lata 60. XX w.) od fundamentalnych i pionierskich prac na temat szkodników w sadach (roztocza oraz pryszczarkowate w Polsce i przędziorek chmielowiec w USA). Badał też feromony roztoczy. Następnie zajął się fauną szkodników roślin ozdobnych (roztocza, mszyce, zwójkowate, pluskwiaki, błonkoskrzydłe). Był także popularyzatorem biologii, a wyniki jego badań często wdrażano w praktyce. 

## Ważne publikacje
- Atlas chorób i szkodników roślin ozdobnych (1978) - z prof. Tadeuszem Glaserem,
- Ochrona warzyw w gruncie - z prof. Glaserem,
- Entomologia stosowana - współautor.

## Dzieło
Współtworzył Katedrę Entomologii UP w Poznaniu. Wykonał samodzielnie duży zasób pomocy naukowych, np. przeźroczy lub filmów. W latach 1978–1981 pełnił funkcję prodziekana ds. studenckich, co było wyrazem zamiłowania do dydaktyki i osobistych kontaktów ze studentami. Współpracował ściśle z Instytutem Ochrony Roślin w Poznaniu, był prezesem Rady Naukowej IOR, gdzie recenzował wiele prac naukowych. Był także członkiem Polskiego Towarzystwa Entomologicznego (od 1957). W latach 1989–1995 był przewodniczącym poznańskiego oddziału PTEnt. Był również redaktorem naczelnym Wiadomości Entomologicznych.
Poza pracą zawodową był inicjatorem i organizatorem turystyki uczelnianej (pieszej, kajakowej i rowerowej). Zasiadał w Komisji Rewizyjnej Koła PTTK przy Akademii Rolniczej w Poznaniu.
Spoczywa na cmentarzu parafialnym w Lwówku.

## Odznaczenia
- Złoty Krzyż Zasługi /1977/;
- Odznaka Honorowa Miasta Poznania /1978/;
- Medal 40-lecia Polski Ludowej /1984/;
- Krzyż Kawalerski Orderu Odrodzenia Polski /1987/;
- Medal "Za Zasługi dla Rozwoju Polskiego Towarzystwa Entomologicznego" /1998/[1].